# Корпоративні норми
Корпоративні норми (від корпорація → від лат. corpus — тіло) — правила, які встановлюються і забезпечуються об'єднаннями громадян. 

## Ознаки корпоративних нормгромадських організацій
- предметом їх регулювання є відносини, які неможливо або недоцільно регулювати правом;
- відображають особливості розвитку громадянського суспільства, в якому вони утворені;
- формально виражені в статуті (положенні) певної громадської організації;
- поширюються тільки на членів певного громадського об'єднання.

## Види корпоративних норм
1. Несоціальні корпоративні норми, які регулюють відносини членів корпорації до яким матеріальним об'єктам, використовуваним в їх діяльності:
  1. Технічні (правила роботи з ПЕОМ, правила експлуатації машини і т. д.);
  2. Санітарно-гігієнічні (правила прибирання приміщень після закінчення роботи);
  3. Фізіологічні (інструкція про порядок носіння літньої і зимової форменого одягу);
  4. Біологічні (про порядок використання респіратора в період масової епідемії грипу) та ін
2. Соціальні корпоративні норми — це правила поведінки, видані на підприємстві, в організації та регулюють відносини між працівниками, співробітниками корпорації і кредиторами, між співробітниками корпорації і клієнтами та ін. Як соціальна корпоративна норми може виступати і норма організаційної культури. Соціальні корпоративні норми, як і несоціальні, можуть бути різноплановими:
  1. Корпоративні звичаї (подарунки для клієнтів);
  2. Корпоративні традиції (публічне привітання іменинників);
  3. Етичні норми;
  4. Естетичні норми (оформлення інтер'єру приміщення певним чином);
  5. Ділові звичаї (заплановані збори, планерки);
  6. Правові норми (виплата дивідендів в кінці кожного півріччя).

## Співвідношення з правовими нормами

### Спільні риси
Корпоративні норми:
1. виступають правилами поведінки людей;
2. є текстуально закріплені у відповідних актах;
3. становлять певну систему;
4. ухвалюються за відповідною процедурою;
5. забезпечуються за допомогою чітко визначених заходів і санкцій.

У деяких випадках корпоративні норми санкціонуються державою, що надає їм властивості норм права (наприклад, порядок призначення і виплати допомоги за державним соціальним страхуванням). Деякі корпоративні норми містяться в локальних нормативних актах підприємств, установ, організацій (статутах, установчих договорах, положеннях) і також можуть набувати статус правових норм. Вони підлягають захисту у судовому порядку чи за допомогою інших юридичних засобів.

### Відмінності
1. За адресатами: корпоративні норми поширюються тільки на членів даної спільноти, мають локальний характер, тоді як правові характеризуються ознакою загальнообов'язковості.
2. За спрямованістю волевиявлення: корпоративні норми висловлюють волю членів організації або їх керівних органів, тоді як правові норми виражають загальну волю суспільства.
3. За способом встановлення і набрання чинності: корпоративні норми створюються в процесі організації і діяльності організації на з'їздах, зборах, конференціях, засіданнях і набувають чинності після їх легалізації; правові приписи встановлюються державними органами, що мають нормотворчу компетенцію, і набувають чинності у передбачений законодавством строк.
4. За формою зовнішнього виразу: корпоративні норми закріплюються в статутах, програмах, положеннях, рішеннях громадських організацій, тоді як правові норми фіксуються в нормативно-правових актах та інших джерелах права;
5. За ступенем визначеності заходів впливу: корпоративні норми на відміну від правових безпосередньо не пов'язані з діяльністю держави і гарантуються на випадок їх порушення організаційними та примусовими заходами впливу, передбаченими статутами, положеннями цих недержавних організацій.
6. За характером санкцій: додержання корпоративних норм забезпечується заходами організаційного та дисциплінарного характеру (догана, зауваження, попередження, виключення із організації); санкції правових норм передбачають також інші негативні наслідки — особистого чи майнового характеру (штраф, виправні роботи, позбавлення волі). При цьому право не передбачає можливості відторгнення, тобто виключення, суб'єкта правопорушення від суспільства. Рішення громадських організацій про накладення стягнення не підлягають оскарженню в судовому порядку.

## Взаємодія з правом

### Корпоративні норми як соціальні норми
Зазвичай підкреслюється відсутність у корпоративних нормах загальності і общезначущості права і загальнообов'язковості закону. При цьому корпоративні норми можуть стати частиною права (корпоративним
правом) лише після офіційного санкціонування державою, наприклад в порядку делегованої правотворчості. У всіх інших випадках внутрішньоорганізаційні правила поведінки соціальних організацій визнаються частиною системи соціального регулювання, що діє паралельно з правом, але до права не відноситься.
Таким чином, корпоративні норми — один з видів соціальних норм, вони входять в загальну нормативно-регулятивну систему суспільства. Норми громадських організацій регламентують в основному їхні внутрішні питання і відносини (цілі, завдання, функції, права та обов'язки членів, умови вступу і виходу або відрахування, формування керівних органів, заходи відповідальності, стягнення, членські внески і т. д.).
Тому, корпоративні норми (норми всіх організацій, включаючи підприємницькі) слід розглядати як норми, що заповнюють прогалини в нормативній системі права і мають субсидіарний (допоміжний) характер.
Варто не плутати ці норми з нормами корпоративного права — підгалузі господарського та цивільного, що регулює діяльність корпорацій (господарських товариств).

### Корпоративні норми як правові норми
Корпоративні норми можуть набувати правового характеру, коли видаються спільні акти державних органів і громадських об'єднань (це зазвичай спільні акти органів держави і профспілок). Корпоративні норми комерційних об'єднань (корпорацій, асоціацій, консорціумів, концернів та інших об'єднань) розробляються органами управління цих організацій. Предметом їх упорядкування є відносини, що свідомо не врегульовані державою через недоцільність або неможливість такого регулювання. Як правило, корпоративними нормами регулюються лише ті відносини, що стосуються основи життя колективу (використання фінансів, установлення умов праці, заохочення працівників, порядок застосування заходів відповідальності), тобто трудові й організаційно-управлінські.